# Paisatge nilòtic
El paisatge nilòtic és qualsevol representació de paisatges que imita o s'inspira en el riu Nil d'Egipte. El terme va sorgir per designar principalment aquells paisatges creats fora d'Egipte, especialment a l'Egeu, tot i que es fa servir de vegades per referir-se a escenes de cacera i pesca de l'art egipci. Un paisatge nilòtic és una escena fluvial amb moltes i abundoses plantes i vida animal, especialment nadiues d'Egipte. Hi ha elements iconogràfics típics, com ara papirs, palmeres, peixos i ocells aquàtics, i en alguns casos felins, micos, i cocodrils.

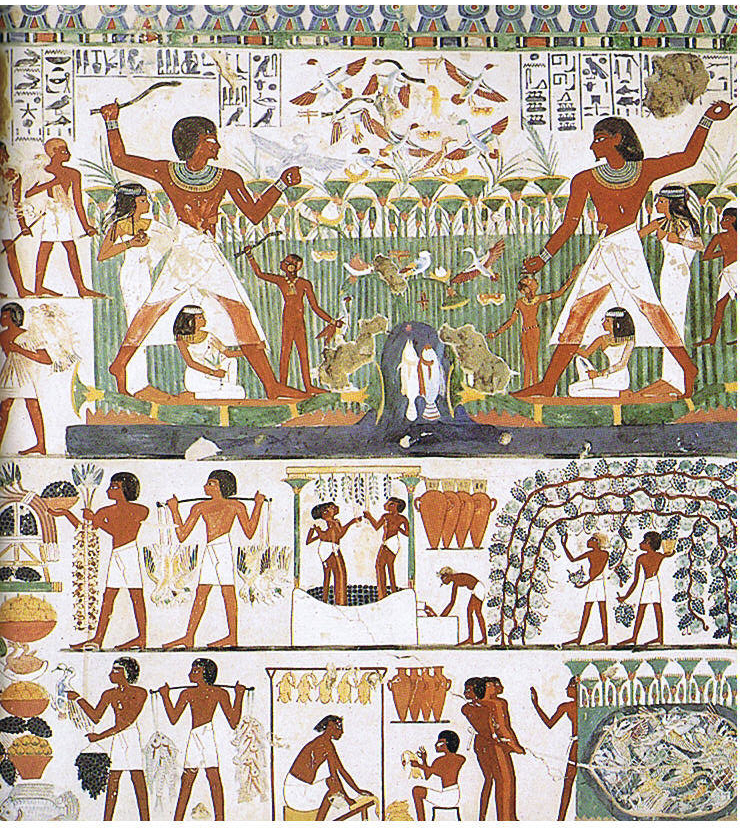
Caçant i pescant al pantà. Tomba de Nakht, guix pintat, primera meitat del

Les proves arqueològiques donen fe de representacions del Nil en tombes egípcies en èpoques tan primerenques com en el període predinàstic. Les escenes nilòtiques varen seguir sent populars durant els imperis Baix i Mitjà, i varen florir durant l'Imperi Nou. Foren particularment rellevants les pintures de paisatges en tombes de la dinastia XVIII. Els paisatges nilòtics foren adaptats per primer cop fora d'Egipte a l'Egeu, especialment en l'art de la civilització minoica. El tema va viure un renaixement en l'Imperi Romà, quan les escenes nilòtiques varen esdevenir un motiu habitual en els mosaics.
La producció de paisatges nilòtics, així com la seva iconografia i interpretacions depèn de la procedència de l'obra i de la cultura en què fou produïda, però moltes de les escenes en el seu conjunt destaquen i celebren l'esplendor de la natura.

## Iconografia
La característica més important d'un paisatge nilòtic és la representació riberenca, que és la base per qualssevol altres representacions de vida vegetal i animal. Les crescudes anuals del Nil foren, a Egipte, no només la font pels seus cultius i per la seva antiga civilització, sinó que també els varen proveir d'un calendari cíclic. Gran part de la continuïtat d'Egipte en l'antiguitat, tant de la seva societat com del seu art, és basada en la relació de la gent amb el Nil.

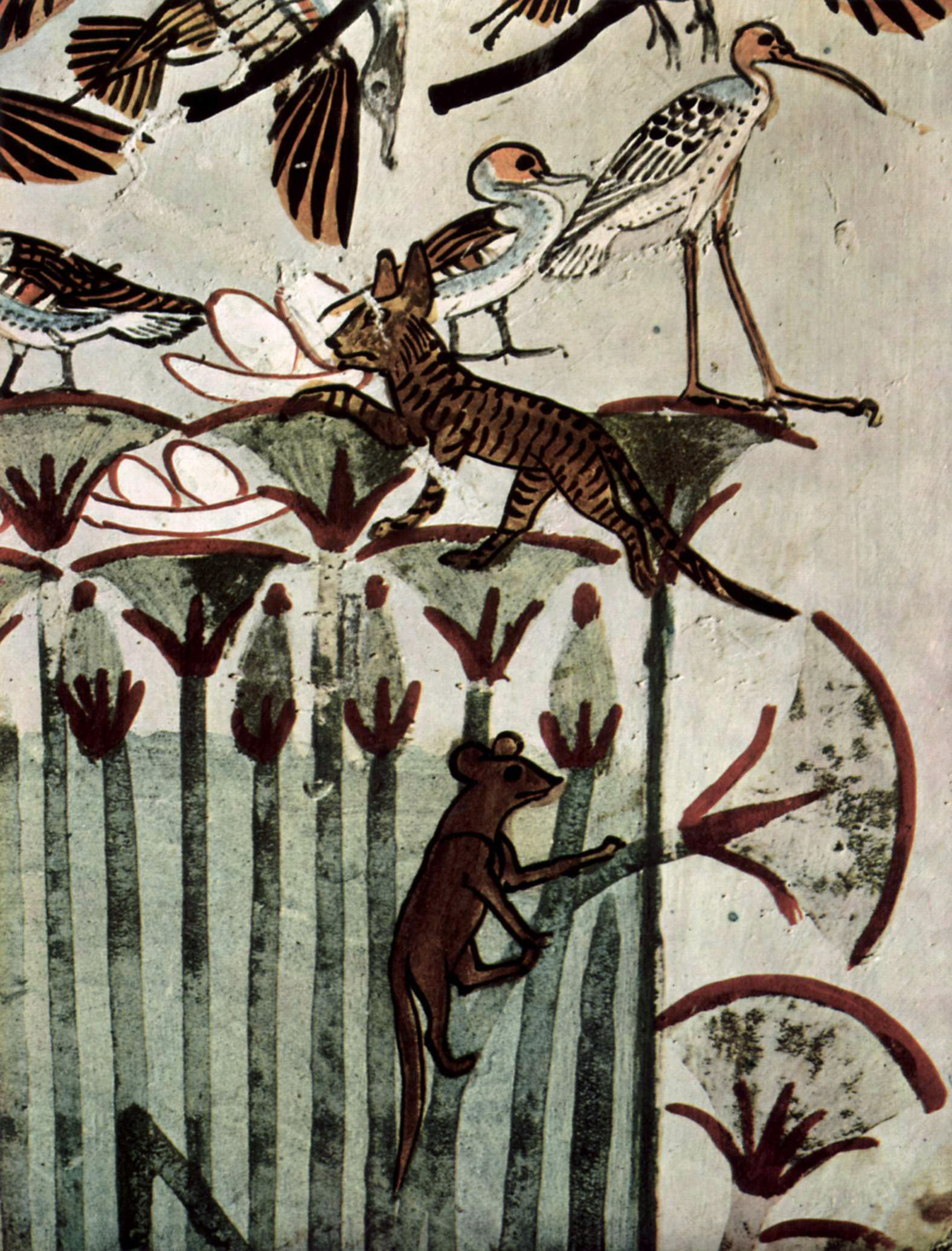
Detall de papir, amb un gat furtant els ous d'un ocell aqüàtic. Tomba de Menna, guix pintat, primera meitat del, Tebes

Els paisatges nilòtics són plens d'abundosa vida animal i vegetal. Els pigments blau i verd sovint dominen l'escena. Les plantes de papir i les palmeres són les més característicament reconeixibles, tot i que hi ha altres plantes molt minuciosament pintades i també identificables. També s'hi representen animals, que canvien depenent de l'escena específica de què es tracti. Hi ha moltes varietats de peixos i ocells aquàtics, i les representacions de cacera o pesca normalment inclouen gats. Altres paisatges, especialment els de fora d'Egipte, inclouen animals exòtics, com ara micos i cocodrils, i de vegades criatures fantàstiques o monstres com ara grius i esfinxs.

## Paisatges nilòtics a Egipte
El concepte "paisatge nilòtic" es fa servir en estudis egipcis per descriure les escenes en pintures de tombes en què el mort està caçant i pescant. Aquestes escenes emfatitzen la posició d'elit i la importància del mort, que conquereix la natura i domina el paisatge, participant en activitats reservades a les classes elevades. Moltes escenes són simètriques, amb la imatge del mort repetida, primer ocupat caçant ocells i posteriorment arponejant peixos. Els ocells i els peixos sovint són representats en gran nombre, i són capturats fàcilment pel mort, que es representa literalment volant-hi al voltant, o nedant amb l'arpó. Aquest home es mostra en una posició de total control sobre la natura, amb el món natural al servei de la seva existència.
Tot i que aquestes escenes tenien una tradició de segles d'antiguitat, varen esdevenir encara més populars a la dinastia XVIII de l'Imperi Nou, amb exemples prominents d'aquestes escenes descoberts en tombres de la necròpoli de la vella Tebes, a la Vall dels Reis. Artísticament les escenes es caracteritzen per la sensació de moviment i vivacitat que no es veuen normalment en massa obres egípcies, les quals durant segles retrataven figures i criatures estàtiques o estoiques. Es para molta atenció als detalls discernibles en la representació realística de plantes individuals i espècies animals. La varietat s'explica mitjançant aquests curosos detalls i caracteritzacions individualitzades.

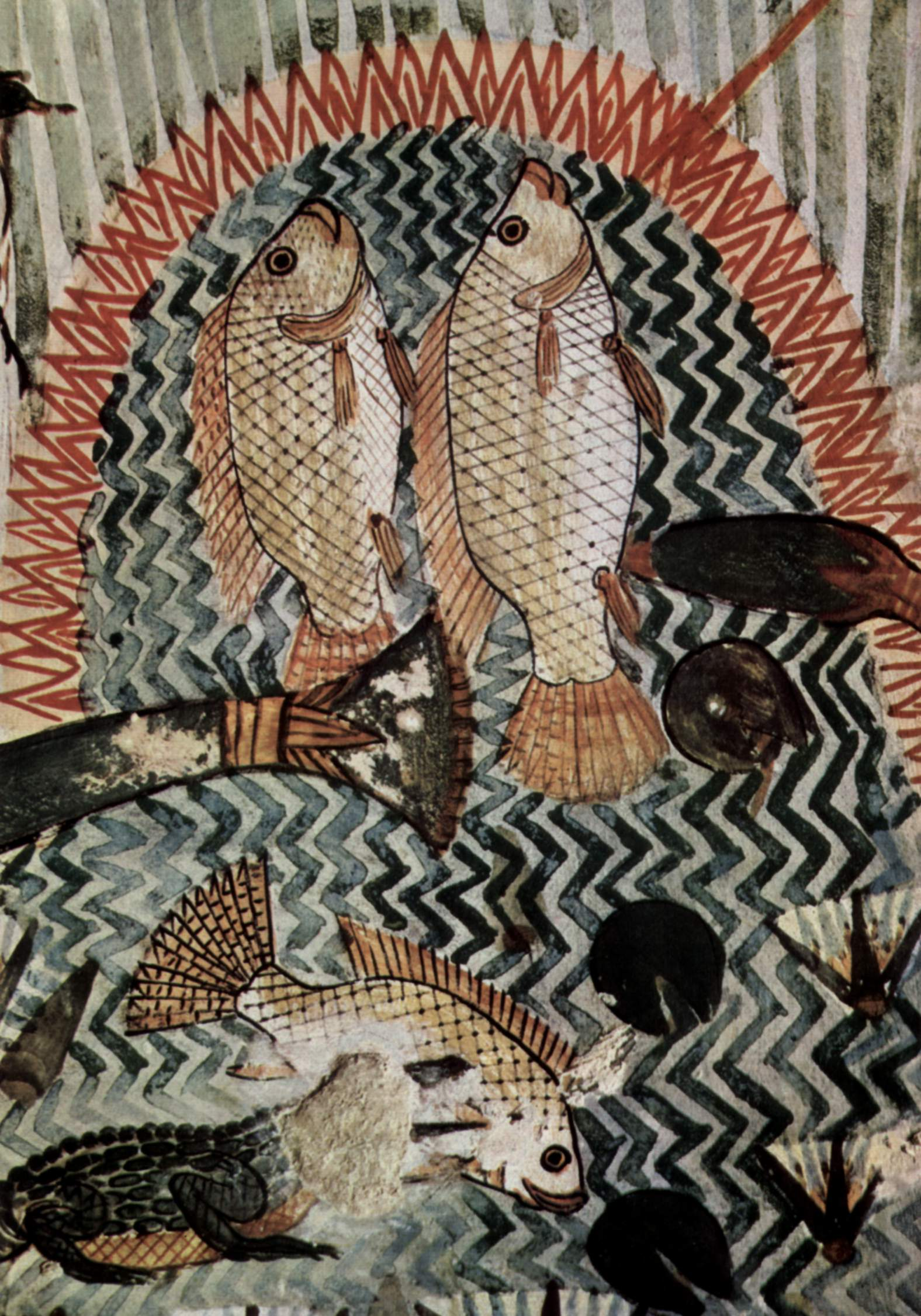
Detall de peix nedant cap a la llança de Menna. De la Tomba de Menna, guix pintat, primera meitat del, Tebes.

## Paisatges nilòtics a l'Egeu
Escenes de rius suggerint el món natural i la seva vegetació exuberant van començar a aparèixer fora d'Egipte de manera contemporània a la dinastia 18, essent la primera evidència uns fragments de fresc d'origen minoic. La versió egea del paisatge nilòtic reté molts dels elements iconogràfics claus de la versió egípcia, però els minoics sovint van convertir el propi paisatge en el tema de la composició, emfatitzant les plantes i la vida animal per sobre de les figures humanes, que sovint no són ni representades. Les composicions són característiques de l'estil artístic minoic, més irregular i informal. L'atenció se centra en el detall i el color, amb relació a les plantes i els animals, però poques vegades sorgeixen patrons dibuixats amb precisió, mentre que el fons i l'ajustament poden ser molt imaginatius. Hi ha frescos de debò, pintats en guix humid, fent que el color s'adhereixi químicament a la superfície, a diferència de les versions egípcies.
Els paisatges nilòtics de l'art minoic són una evidència del contacte entre egipcis i minoics, tant mitjançant el comerç com a través de l'intercanvi d'idees. Les plantes com el papir i els animals com els micos no són nadius de Creta. Moltes de les espècies animals i vegetals són identificables, confirmant que els artistes no només havien parat atenció als detalls, sinó que, molt probablement també, estaven familiaritzats amb aquestes espècies, fos per examinació d'una pintura egípcia o, el què és més probable, mitjançant el contacte directe amb aquestes criatures, plantes, i amb la cultura egípcia.
A la "Casa dels frecos", situada prop del palau minoic de Knossos, es van descobrir uns fragments de frescos que representaven micos i ocells blaus, situats en un paisatge rocós amb un riu blau, juntament amb diversos tipus de plantes, entre les quals s'inclou el papir. Aquesta escena ha estat catalogada com un paisatge nilòtic per part dels arqueòlegs i els historiadors de l'art a causa de la inclusió de micos balus i papir en un ambient riverenc.

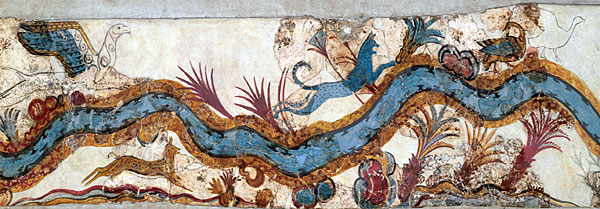
Detall d'un paisatge nilòtic de Thera, representant una escena riverenca amb una pantera perseguint ànecs.

Les excavacions practicades a Akrotiri, a l'antiga illa de Thera (actualment Santorí), han preservat un gran nombre de frescos provinents de l'edat de bronze. Una de les escenes representada a la "Casa Occidental", al mur oriental de l'habitació 5, ha estat catalogat com un paisatge nilòtic. Allí s'hi representen una barreja d'animals reals i imaginaris. Un grif vola al voltant del marge del riu; un gat salvatge persegueix ànecs; mentre que hi destaquen arbres de palmera. A diferència dels altres dos frescs de l'habitació, el paisatge nilòtic no representa cap figura humana, a més de no tenir cap narrativa evident, centrant-se en canvi en la vida salvatge i la naturalesa, glorificant el món natural. L'absència de figures humanes en aquests paisatges nilòtics minoics ha portat a molts arqueòlegs a assumir la presència d'una deessa o divinitat associada a la naturalesa a la religió minoica.